# Gare de Pont-Érambourg
Gare de Pont-Érambourg vasútállomás Franciaországban, Saint-Pierre-du-Regard településen.

## Vasútvonalak
Az állomást az alábbi vasútvonalak érintik:
- Cean–Cerisy-Belle-Étoile-vasútvonal

## Kapcsolódó állomások
A vasútállomáshoz az alábbi állomások vannak a legközelebb: